# Грејгл (Калифорнија)
Грејгл (енгл. Graeagle) насељено је место без административног статуса у америчкој савезној држави Калифорнија.

## Демографија
По попису из 2010. године број становника је 737, што је 94 (-11,3%) становника мање него 2000. године.
| Група             | 2000.       | 2010.       |
| Белци             | 797 (95,9%) | 696 (94,4%) |
| Афроамериканци    | 0 (0,0%)    | 1 (0,1%)    |
| Азијати           | 0 (0,0%)    | 0 (0,0%)    |
| Хиспаноамериканци | 18 (2,2%)   | 27 (3,7%)   |
| Укупно            | 831         | 737         |